# Roger Karlsson (musiker)
Roger Karlsson, född 1967, är en svensk sångare, gitarrist och låtskrivare. Förutom sina egna projekt har han även varit vokalist och låtskrivare i banden Inferno, Tuk Tuk Rally och Åka Bil.

## Diskografi

### Album
- 1995 - Veckans babe
- 2006 - Indiansommar
- 2007 - Pärlor från sidlinjen
- 2007 - Brev från Ågesta
- 2009 - Låtar från Tre Kvällar
- 2009 - Veckans babe - 13 år och 6 bonusspår senare
- 2011 - In i äventyrets vilda labyrint
- 2013 - Tecken & spår
- 2015 - Kysser Sörmlands Jord
- 2017 - Gubbjävelvärld
- 2022 - Mitt universum

### Singlar
- 1995 - Dansar så dåligt
- 2005 - Septembersken (PROMO)
- 2011 - Spring (PROMO)
- 2013 - Folket under broarna'
- 2015 - Kysser Sörmlands Jord
- 2017 - 2017, Patriarkernas år

### Samlingsskivor
- Definitivt 50 Spänn #5 (CD 1996 RABB Records) låt: "Dansar Så Dåligt"
- Beat Butchers Promo 1996 (CD 1996 Beat Butchers) låt: "Under Solen", "Smak Av Guld"
- The Greatest Hits Of The Very Best Of The Ultimate Definitivt (CD 1998 RABB Records) låt: "Dansar Så Dåligt"
- Beat Butchers 15 År - 12 Covers (CD 1999, Beat Butchers) låt: "Vitt slem" (23 Till)
- Beat Butchers samlingssingel låt "Liv"  2003
- Bjeagle presenterar stolt Beat Butchers 20-årsjubileum, låtar: "Vi som ville fram" och "En gång till".
- För dom vi skickar tillbaks  (SamlingsCD till stöd för gömda flyktingar SlaskRock 2005) låt: "Salt i mina sår"
- Bolagsstämman, låtar: "Ridå" och "Människor"
- Alla goda ting är kol,, CD 2007 med låten, "Världens minsta man"

### Video
- Vem ÄR Roger Karlsson